# Wskaźniki emisji zapachowej
Wskaźniki emisji zapachowej – wartości emisji zapachowej (emisji odorantów) odniesione do jednostkowej ilości materiałów, przetwarzanych w instalacji określonego rodzaju, lub do jednostkowej ilości wytwarzanego produktu.
Wskaźnik może być wyrażany jako liczba emitowanych jednostek zapachowych, odniesiona np. do jednej tony fosforytu, przetwarzanego na kwas fosforowy lub nawozy fosforowe, tysiąca norek lub jednego tucznika w fermie hodowlanej czy metra sześciennego oczyszczanych ścieków komunalnych.
Liczbowe wartości wskaźników emisji odorantów z istniejących instalacji są wyznaczane doświadczalnie, analogicznie jak wskaźniki emisji innych zanieczyszczeń powietrza. Wykonywane są liczne pomiary emisji zapachowej, w różnych warunkach technologicznych. Pomiary emisji polegają na równoczesnym określaniu wielkości objętościowego strumienia emitowanych gazów i zapachowego stężenia zanieczyszczeń tych gazów. Pomiary są wykonywane metodami olfaktometrycznymi – w krajach Unii Europejskiej zgodnie z normą europejską PN-EN 13725. Określa się wartości maksymalne oraz średnie dla roku lub sezonu. Wskaźnik emisji odorantów z określonej instalacji oblicza się dzieląc wartość emisji, wyrażonej w jednostkach zapachowych na godzinę, przez odpowiednio wyrażone natężenie działalności (np. liczba tuczników, ton fosforytu, metrów sześciennych ścieków).
W czasie obliczeń przewidywanej emisji zapachowej z instalacji projektowanych korzysta się z wartości wskaźników wyznaczonych w analogicznych instalacjach istniejących.
W tabelach zawarto przykłady wskaźników emisji wyznaczonych w Stanach Zjednoczonych w latach 1990. oraz w Wielkiej Brytanii, Holandii i Belgii w latach 1995–2000. Badania dotyczyły zapachowej uciążliwości ferm trzody chlewnej.

| Faza chowu                   | Sezon | Stężenie zapachowe | Wskaźnik emisji |
|                              |       | ou / m³            | ou/s/sztuka     |
| Lochy                        | Lato  | 434                | 12,18           |
| Lochy                        | Zima  | 619                | 9,79            |
| Lochy karmiące               | Lato  | 836                | 39,56           |
| Lochy karmiące               | Zima  | 876                | 31,44           |
| Prosięta odsadzone od macior | Lato  | 2856               | 7,7             |
| Prosięta odsadzone od macior | Zima  | 1557               | 3,18            |
| Tuczniki - pasza o niskim pH | Lato  | 892                | 16,62           |
| Tuczniki - pasza o niskim pH | Zima  | 1019               | 12,15           |
| Tuczniki - ferma wielofazowa | Lato  | 1245               | 18,57           |
| Tuczniki - ferma wielofazowa | Zima  | 854                | 5,5             |

| Kraj            | Klasa chowu     | Wskaźnik emisji, ouE/s/sztuka |
| Holandia        | Tuczniki        | 22,4 (8–85)                   |
| Holandia        | Lochy           | 19 (8–37)                     |
| Holandia        | Warchlaki       | 16,3 (8–36)                   |
| Belgia          | Tuczniki – rok  | 25                            |
| Belgia          | Tuczniki – lato | 32,7                          |
| Belgia          | Tuczniki – zima | 15,4                          |
| Belgia          | Lochy – rok     | 44,6                          |
| Belgia          | Lochy – lato    | 52,6                          |
| Belgia          | Lochy – zima    | 34,8                          |
| Wielka Brytania | Tuczniki        | 18,7 (maks. 46,8)             |

Wartości wskaźników emisji odorantów są wykorzystywane w czasie rozpatrywania wniosków o uruchomienie nowych działalności – potencjalnie uciążliwych. Przewidywaną emisję zapachową oblicza się mnożąc odpowiedni wskaźnik emisji przez natężenie planowanej działalności (np. liczba stanowisk dla tuczników na fermie). Modelowanie dyspersji odorantów umożliwia obliczenie, czy po uruchomieniu takiej działalności będą dotrzymane standardy zapachowej jakości powietrza.